# NGC 1336
NGC 1336 (również PGC 12848) – galaktyka eliptyczna (E-S0), znajdująca się w gwiazdozbiorze Pieca. Została odkryta 22 października 1835 roku przez Johna Herschela. Galaktyka ta należy do gromady w Piecu.